# Haliclona madrepora
Haliclona madrepora är en svampdjursart som först beskrevs av Arthur Dendy 1889.  Haliclona madrepora ingår i släktet Haliclona och familjen Chalinidae. Inga underarter finns listade i Catalogue of Life.